# Aleja Wojska Polskiego w Olsztynie
Aleja Wojska Polskiego w Olsztynie – druga pod względem długości ulica w mieście. Rozciąga się od skrzyżowania z ulicami Partyzantów i Bohaterów Bitwy Warszawskiej 1920 do północnych granic administracyjnych miasta, które wyznacza rzeka Wadąg. Duża część alei Wojska Polskiego przebiega przez olsztyński Las Miejski i prowadzi w kierunku miejscowości Dywity. Aleja wchodzi w skład drogi krajowej nr 51.

## Historia
Aleja Wojska Polskiego biegnie równolegle do rzeki Łyny śladem historycznego traktu dobromiejskiego (jego początkiem była dzisiejsza ulica 1 Maja). Trakt spełniał również funkcję łącznika między miastem a jego zapleczem gospodarczym – umożliwiał dojazd do Lasu Dywickiego (las miejski) oraz do nieistniejącej już wsi miejskiej Sądyty, leżącej w pobliżu ujścia Wadąga do Łyny. Dwa razy do roku przepędzano tędy wielkie stado zwierząt hodowlanych na wspólne pastwiska.
Początkowo wraz z dzisiejszą ulicą 1 Maja tworzyła Szosę Dobromiejską (Guttstadter-Chaussee, Szosa Gutsztacka), która następnie została podzielona na ulicę Dobromiejską (Guttstädterstrasse, ulica Gutsztacka, dzisiejsza ul. 1 Maja) i ulicę Królewską (Königstrasse, dzisiejsza al. Wojska Polskiego). Przed II wojną światową na krótko zmieniono nazwę ulicy Królewskiej na Adolf-Hitler-Allee (aleja Adolfa Hitlera). Nazwa Aleja Wojska Polskiego została nadana w 1945 roku.
Plac położony naprzeciwko dzisiejszej Polikliniki przed 1945 rokiem nosił nazwę Georg-Zillch-Platz (plac Georga Zillicha). Po II wojnie światowej nie nadano mu nazwy.
Przy ul. Królewskiej (alei Wojska Polskiego) znajdowała się zajezdnia tramwajów konnych, a później tramwajów elektrycznych, która została zlikwidowana wraz z likwidacją komunikacji tramwajowej. 
Do lat 90. XX wieku przy alei Wojska Polskiego 13 znajdowało się Kino Grunwald, które zostało zlikwidowane z powodów finansowych. Obecnie w budynku mieści się Auditorium Maximum Wyższej Szkoły Informatyki i Ekonomii TWP.

## Obiekty
Przy alei Wojska Polskiego znajdują się m.in.:
- Pomnik Bogumiła Linki, mazurskiego działacza polskiego (autorstwo Bolesława Marshalla)
- Miejski Szpital Zespolony
- Wojewódzki Zespół Lecznictwa Psychiatrycznego
- Zakład Opieki Zdrowotnej MSWiA z Warmińsko-Mazurskim Centrum Onkologii
- Browary Warmińsko-Mazurskie Jurand (nieistniejące)
- Zespół Szkół Samochodowych im. por. A.M. Bocheńskiego
- Zespół Szkół Specjalnych
- Park Jakubowo
- Cmentarz św. Jakuba
- Cmentarz Żołnierzy Niemieckich
- Cerkiew prawosławna pw. Opieki Matki Bożej (parafialna)
- Kaplica polskokatolicka pw. Matki Bożej Wniebowziętej (parafialna)

## Komunikacja
Aleją Wojska Polskiego biegną trasy 6 linii komunikacyjnych (w tym jednej nocnej i dwóch podmiejskich). Są to linie numer 108, 110, 112, 117, 136 oraz N02.
Przy Alei Wojska Polskiego znajduje się 12 przystanków autobusowych (po 6 w każdym kierunku). W ich skład wchodzą dwa przystanki (końcowy i startowy) pętli w Jakubowie.

## Dane drogi
Aleja Wojska Polskiego jest drogą posiadającą po jednym pasie ruchu w każdym kierunku.